# Francesco Paolo Cantelli
Francesco Paolo Cantelli (Palermo, 20 de dezembro de 1875 – Roma, 21 de julho de 1966) foi um matemático italiano. É mais conhecido pelao lema de Borel-Cantelli da teoria das probabilidades. Desenvolveu também, como Valery Glivenko, o teorema Glivenko–Cantelli.
Cantelli estudou matemática em Palermo e escreveu seu trabalho de conclusão de curso em 1899 sobre a teoria da perturbação de planetas na mecânica celeste. Trabalhou no Observatório de Palermo, onde ocupou-se com análise estatística de dados e voltou-se para a teoria das probabilidades. Em 1903 foi atuário no Istituti di Previdenza e fundou mais tarde o Istituto Italiano degli Attuari, bem como editor do Giornale dell'Istituto Italiano degli Attuari. Em 1923 retornou para a universidade como professor de ciências atuariais em Catânia, Nápoles (a partir de  1925) e Roma (a partir de 1931). Permaneceu professor em Roma até aposentar-se em 1951. 
Foi palestrante convidado do Congresso Internacional de Matemáticos em Bolonha (1928).

## Obras
- Sull'adattamento delle curve ad una serie di misure o di osservazioni, Palermo, 1905
- Genesi e costruzione delle tavole di mutualità, 1914
- Sulla legge dei grandi numeri, 1916
- La tendenza a un limite nel senso del calcolo delle probabilità, 1916
- Sulla probabilità come limite della frequenza in "Rendiconti della Reale Accademia dei Lincei", 1917
- Una teoria astratta del calcolo delle probabilità, GIIA, vol. 3, pp. 257–265, Roma, 1932
- Considerazioni sulla legge uniforme dei grandi numeri e sulla generalizzazione di un fondamentale teorema del Sig. Paul Levy, 1933
- Sulla determinazione empirica delle leggi di probabilità, 1933
- Su una teoria astratta del calcolo delle probabilità e sulla sua applicazione al teorema detto "delle probabilità zero e uno", 1939